# Dagens Nyheter

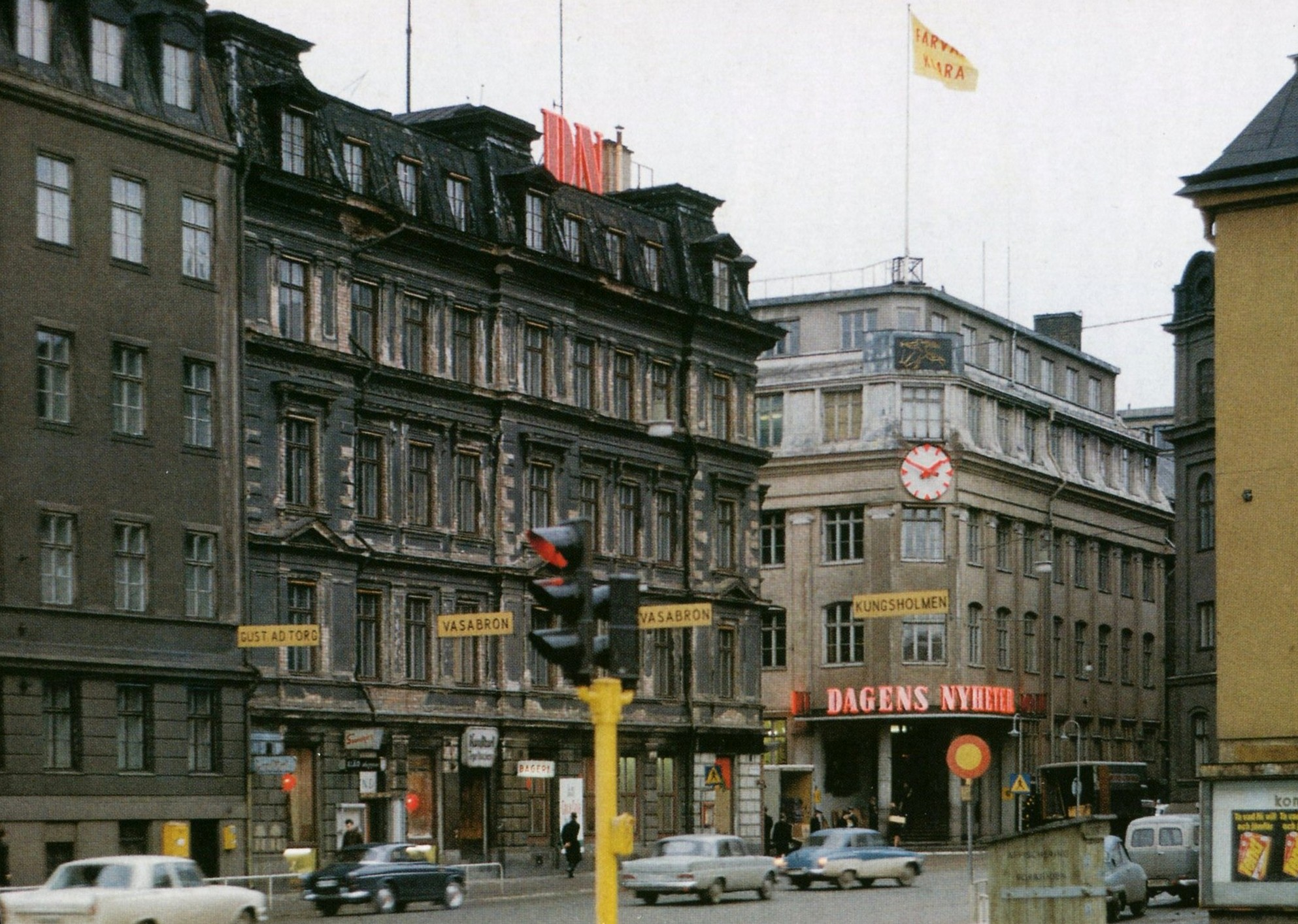
Будівля, в якій містилася редакція газети. Квартал Клараквартерен. 1964 рік.

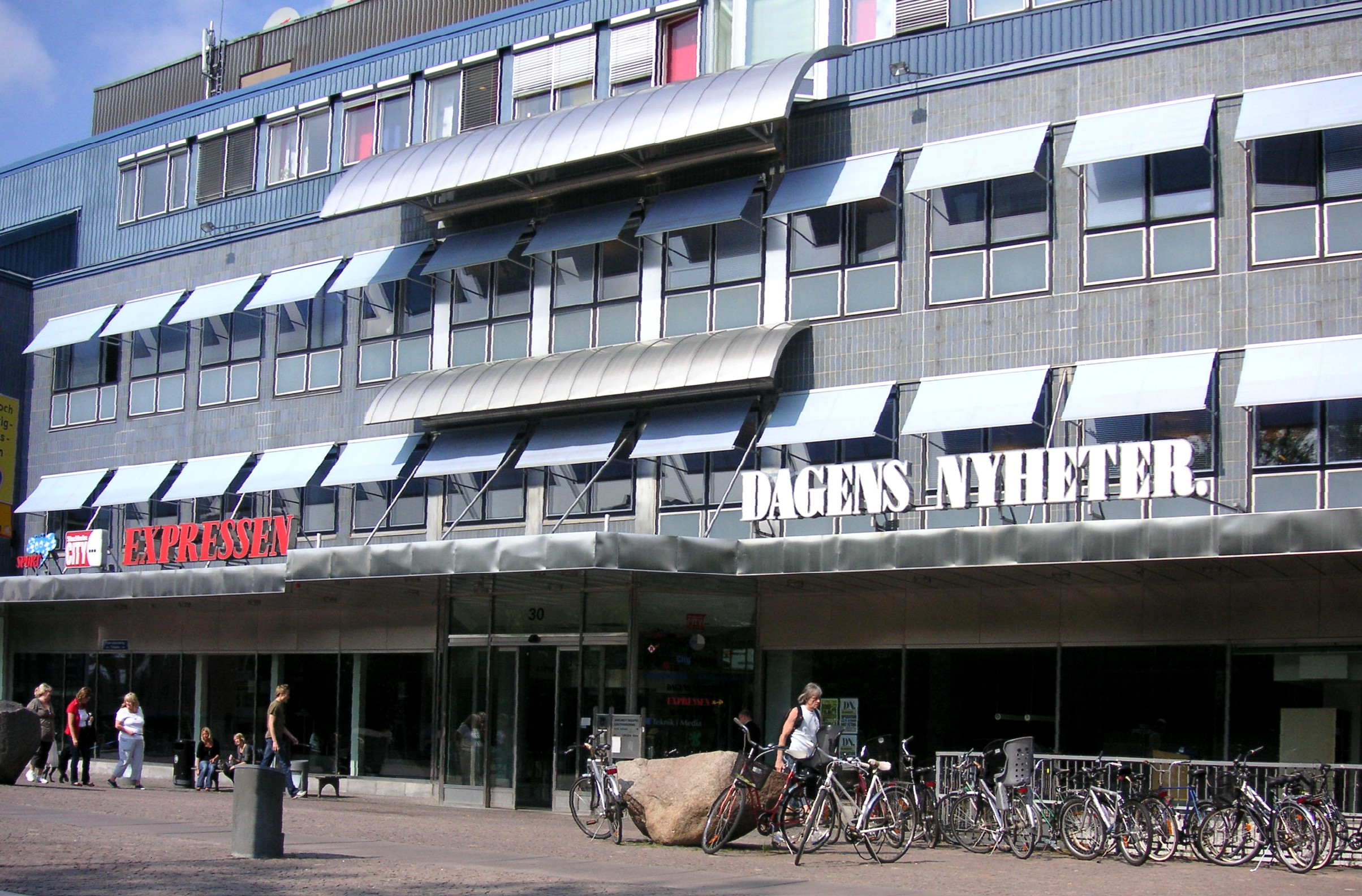
Будівля, в якій міститься редакція газети. 2007 рік.

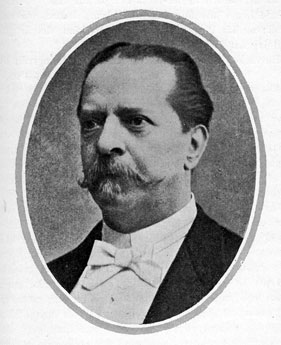
Рудольф Валль, засновник і перший з ліку головний редактор газети «Дагенс нюгетер»

«Dagens Nyheter» («Да́генс ню́гетер» — «Новини дня») — найбільша шведська щоденна ранкова газета, виходить у столиці країни — Стокгольмі; один із найпопулярніших друкованих органів Швеції. Заснована 23 грудня 1864 року.

## Загальні дані
Газету «Дагенс нюгетер» видає стокгольмська компанія AB Dagens Nyheter. Цей друкований орган розходиться по всій країні, але зорієнтований передусім на Стокгольм.
З 1973 року керівництво газети позиціонувало її як незалежну, а в 1998-му перейшло до означення «незалежна ліберальна». 1909 року DN увійшла в склад концерну Bonnier AB. Газета ставила на меті бути столичним виданням, яке керується традиціями просвітництва, бути «найважливішим органом соціал-демократії у Швеції. DN повинна краще, ніж будь-яке інше періодичне видання, відображати розмаїття у суспільстві й взагалі в житті, давати орієнтацію (news), сприяти просвіті, цінностям у скеруванні (views), а також правити за цінне знаряддя (use)».
DN Debatt, дискусійна сторінка часопису, має вплив на формування громадської думки і на політичні дебати у Швеції. На цій сторінці часто презентують розклад політичних сил, подають свіжі політичні новини, і цей матеріал використовують як дайджест інші мас-медіа. Нільс Еман обіймає посаду редактора DN Debatt з 2 травня 2012. Його попередниками були Бу Ґ. Андерссон (2009-2012) і Матс Бергстранд, що був на цій посаді у 1992-2009 роках.

## Історія
Засновником газети та її першим головним редактором був Рудольф Валль, що раніше працював у виданнях Aftonbladet і Göteborgs Handels- och Sjöfarts Tidning. Перший номер вийшов 23 грудня 1864 року, й Валль написав на титульній сторінці:
|  | Газета старатиметься публікувати цікаві статті й приділятиме особливу увагу рубриці, що переважно зветься «Про різне». Редакція прагне зробити видання читабельним як формою, так і змістом, отож не ставить собі за мету зовсім утримуватися від того, щоб час від часу не скрасити текст жартом. Але водночас редакція має намір під покривом жарту значно серйозніше трактувати великі питання сучасності, що багато значать для країни, ніж зазвичай у так званих коротких статтях. У всіх цих питаннях наші гасло й мета — свобода. |

З самого початку редакція розмістилася на стокгольмській вулиці Регерінґсґатан, у будинку Гейєра, а 1901 року перебралась у квартал Клараквартерен. 1888 року Альберт Боннір купив перші акції газети, у 1909-му його син Карл Отто Боннір став головою правління газети, а в 1924 році придбав більшість її акцій. У 1944 році засновано дочірню стосовно «Дагенс нюгетер» газету Expressen («Експрес»). 1964 року редакція розмістилася в новозбудованому 23-поверховому домі в Марієбергу, у так званому ДН-хмарочосі. З 1996 року редакція і решта персоналу працюють у будинку, що прилягає до хмарочосу, — у колишній друкарні «Дагенс нюгетер» та «Експресу». Вхід — із вулиці Єрвелльсґатан, навпроти посольства Росії.
1883 року наклад часопису досяг 20 000 примірників, 1917 року — 100 000 примірників. У 1944-му було 200 000 примірників, а у 1954 — 300 000 примірників.
У 1925-му газета стала виходити в кольорі. 1978 року в її друкуванні стали застосовувати фотонабір. У 1996-му відкрито сайт «Дагенс нюгетер» — dn.se. Від 5 жовтня 2004-го газети виходить у форматі таблоїда.
1987 року сформовано концерн Mariebergskoncernen. До його складу ввійшли «Дагенс нюгетер» та «Експрес» і стали сестринськими установами.
З середини 1990-х років «Дагенс нюгетер» доводилося витримувати жорстку конкуренцію на багатьох фронтах: безплатні видання, Інтернет і успішлива газета Svenska Dagbladet («Свенска даґбладет»). Видання занепало, знизилися його економічні показники. У 2009 виторг газети становив 1,635 мільярда шведських крон, операційний прибуток — 332,765 мільйона шведських крон, прибуток після сплати податку — 254,049 мільйона шведських крон, а актив — 1,325 мільярда шведських крон. Це гірші показники, ніж за попередні роки.

## Додаткова діяльність газети

### «Турнір ДН»
З 1967 року на стокгольмському Олімпійському стадіоні відбуваються щорічні легкоатлетичні змагання DN-galan («Турнір ДН»). Названо їх на честь газети «Дагенс нюгетер», яка належала до засновників цього турніру й стала спонсором. «Турнір ДН» входить у число 14 етапів Діамантової ліги ІААФ.

### «Орієнтація в сучасності»
Від 1939 року з ініціативи Івана Блумберга, члена Товариства тверезості шведської молоді, відбувається щорічний конкурс «Орієнтація в сучасності», в якому можуть узяти участь всі шведські старшокласники.
Учасники змагаються за звання найкращого знавця матеріалів, які за останній рік опублікувала «Дагенс нюгетер». Треба відповісти на п'ять головних питань і тридцять додаткових. Визначають переможця від кожного лена країни, а тоді ці учні їдуть до столиці на фінальний етап конкурсу. Це відбувається під час вручання Нобелівських премій, і часто конкурсанти відвідують цю церемонію. Часто буває, що лавровий вінок найкращому знавцеві матеріалів «Дагенс нюгетер» вручає королева Сільвія. До різних заходів «Орієнтації в сучасності» належить також зустріч з міністром освіти.

### «Золотий дракон»
«Золотий дракон» — це премія, яку з 2001-го газета «Дагенс нюгетер» щороку призначає найкращим стокгольмським ресторанам, кафе і барам. Переможців визначає Корчемна комісія — підрозділ редакції På Stan («У місті») — додатка до газети «Дагенс нюгетер». Зокрема, переможцем у категорії «Люкс» двічі (2001 і 2010) ставав ресторан Operakällaren («Оперний підвал»), описаний у багатьох книжках шведських письменників.

## Головні редактори газети

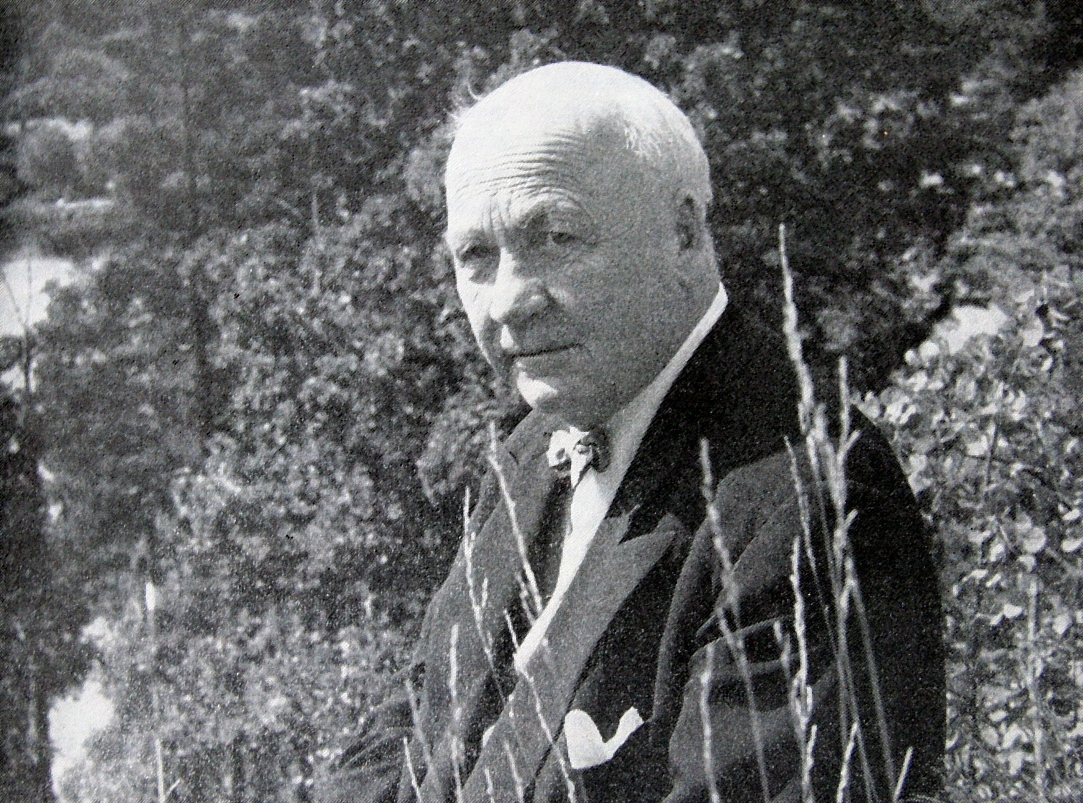
Герберт Тінґстен

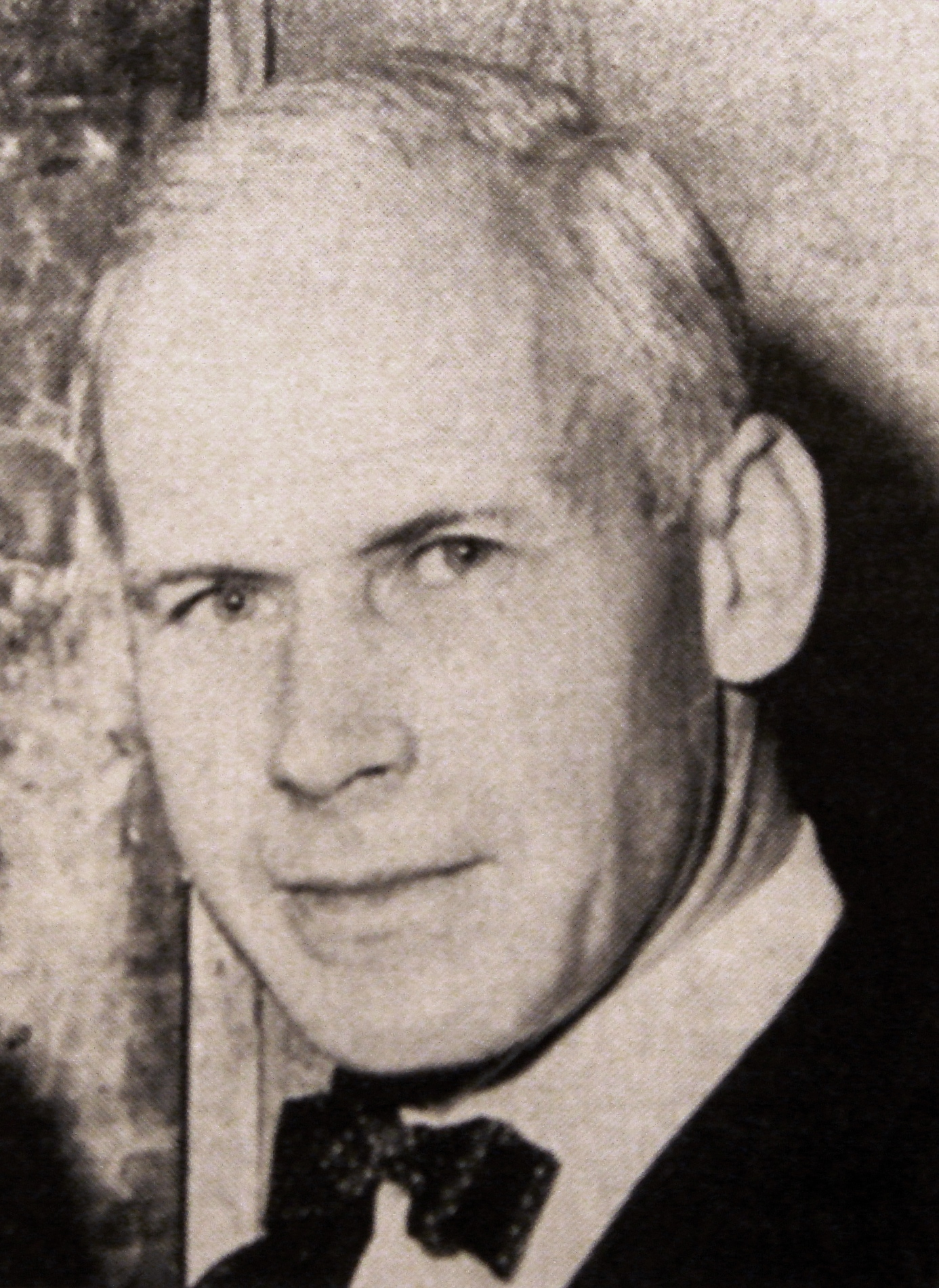
Улоф Лагеркранц

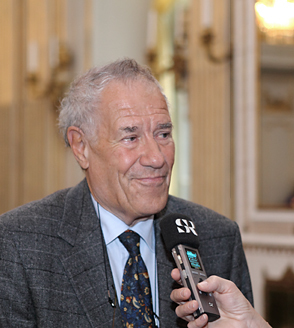
Пер Вестберг

- Рудольф Валль (Rudolf Wall), від 1864 до 1889
- Фредрік Вульт фон Стеєрн (Fredrik Vult von Steijern), від 1889 до 1898
- Отто фон Цвайґберґ (Otto von Zweigbergk), від 1898 до 1921
- Сідні Абрагамз (Sidney Abrahams), 1912 (головний редактор видання Stadion edition, що виходило під час Олімпійських ігор у Стокгольмі з 5 травня по 27 липня)
- Стен Дельґрен (Sten Dehlgren), від 1921 до 1946
- Герберт Тінґстен (Herbert Tingsten), від 1946 до 1959
- Стен Гедман (Sten Hedman), від 1959 до 1962
- Улоф Лагеркранц (Olof Lagercrantz), від 1960 до 1975
- Свен-Ерік Ларссон (Sven-Erik Larsson), від 1960 до 1978
- Ганс-Інґвар Юнссон (Hans-Ingvar Johnsson), від 1974 до 1981
- Пер Вестберг (Per Wästberg), від 1976 до 1982
- Бенґт Денніс (Bengt Dennis), від 1981 до 1982
- Крістіна Юттерстрем (Christina Jutterström) від 1982 до 1995
- Арне Рут (Arne Ruth), від 1982 до 1998
- Андерс Мельбурн (Anders Mellbourn), від 1995 до 1997
- Юакім Бернер (Joachim Berner), від 1998 до 2001
- Андерс Юнсон (Anders Johnson), від 2000 до 2001
- Ганс Бергстрем (Hans Bergström), від 2001 до 2003
- Ян Віфстранд (Jan Wifstrand), від 2003 до 2006
- Турб'єрн Ларссон (Thorbjörn Larsson), від 2006 до 2009
- Ґунілла Герліц (Gunilla Herlitz), від 2009

## Журналісти— співробітники газети
У цьому переліку вказано також колишніх співробітників газети.

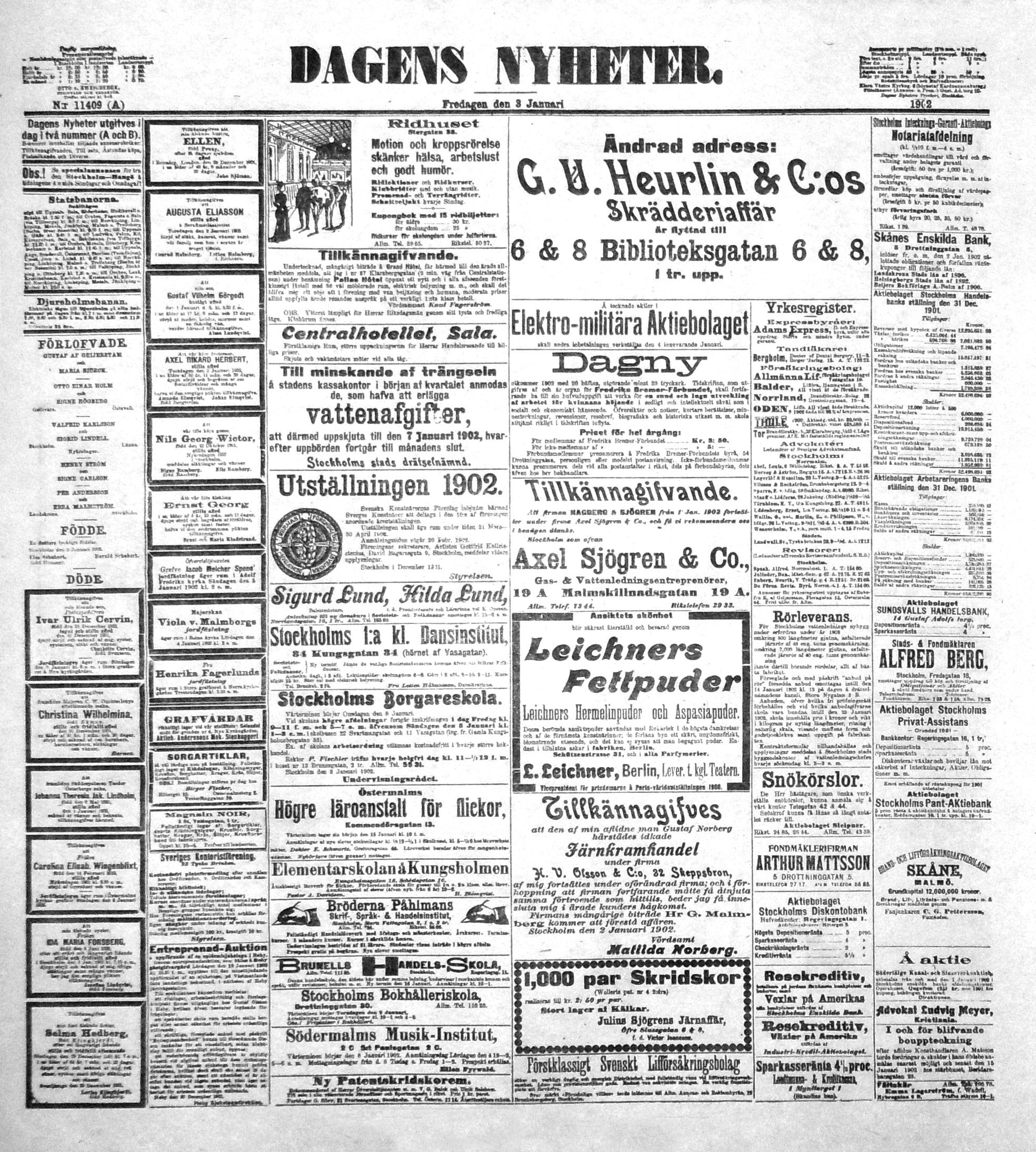
«Дагенс нюгетер». 3 січня 1902 року.

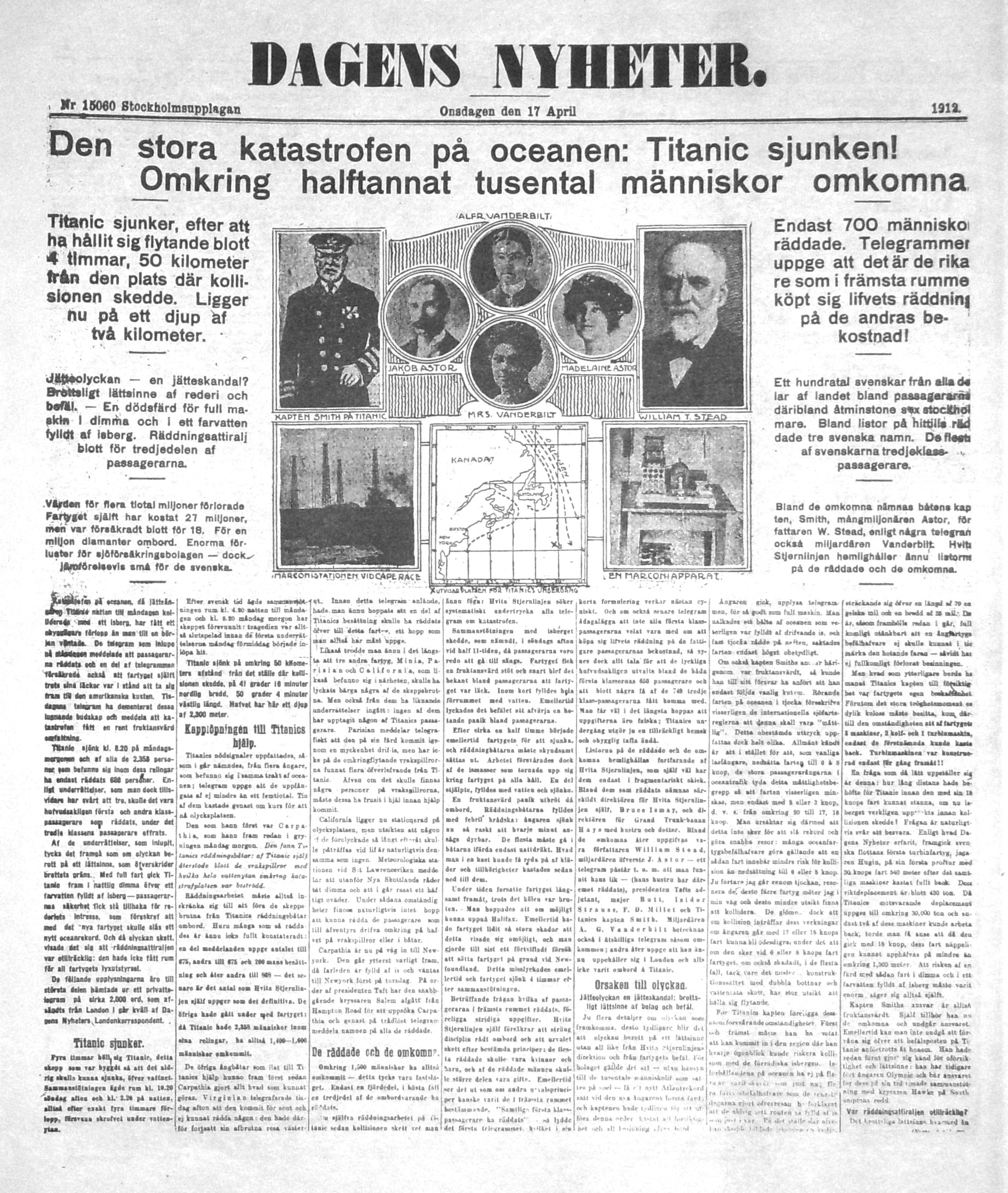
«Дагенс нюгетер». 17 квітня 1912 року.

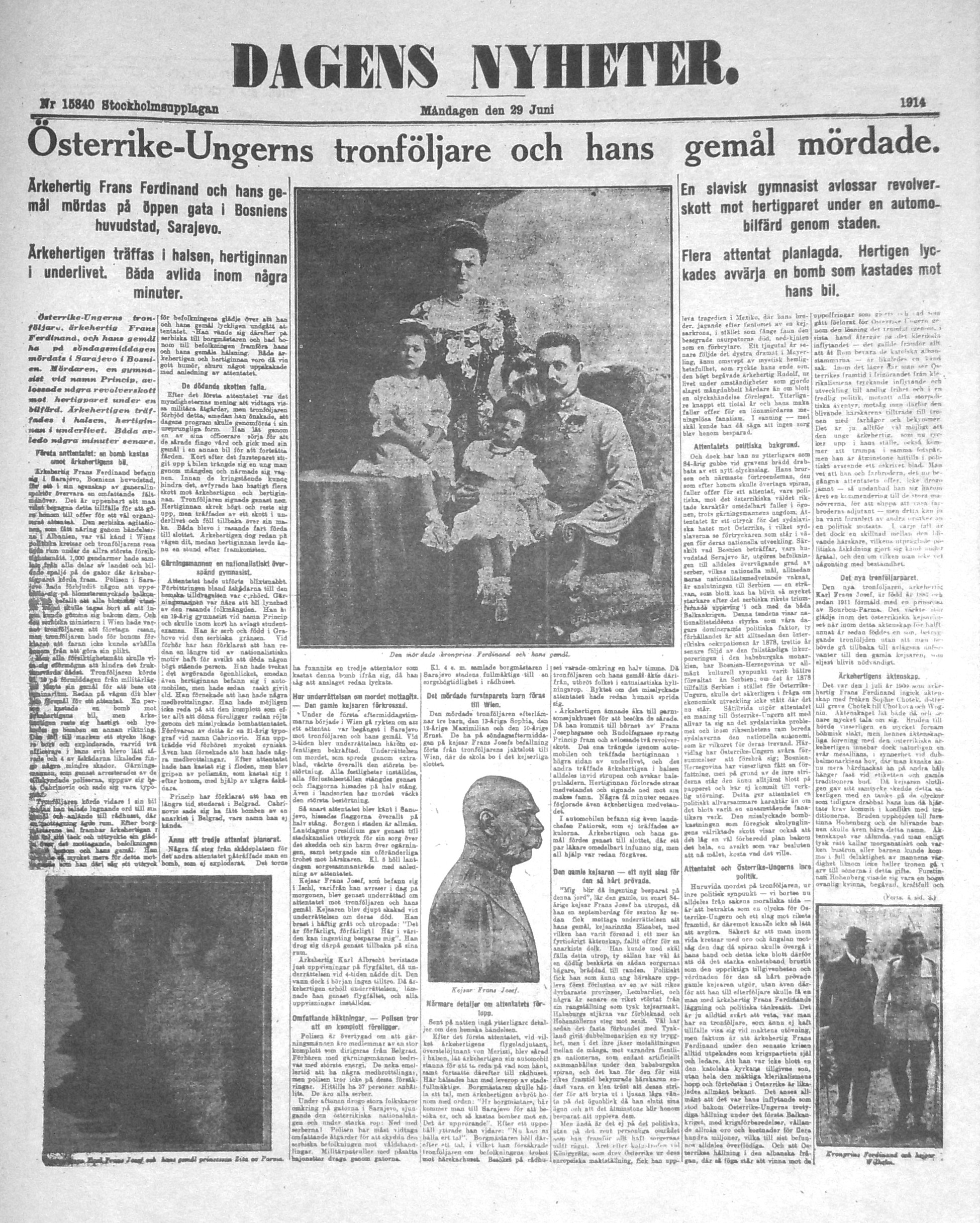
«Дагенс нюгетер». 29 червня 1914 року. Стаття «Убито спадкоємця австро-угорського трону і його дружину».

- Барбру Альвінґ (Barbro Alving), «Bang»
- Клас Баркман (Clas Barkman)
- Генрік Берґґрен (Henrik Berggren)
- Сіґґе Бергман (Sigge Bergman)
- Матс Бергстранд (Mats Bergstrand)
- Карін Бойс (Karin Bojs)
- Анна Братт (Anna Bratt)
- Петер Братт (Peter Bratt)
- Генрік Брурс (Henrik Brors)
- Ульріка Бю (Ulrika By)
- Матс Карлбум (Mats Carlbom)
- Марія Крофт (Maria Croft)
- Торстен Еренмарк (Torsten Ehrenmark)
- Ніклас Екдаль (Niklas Ekdal)
- Рут Галльден (Ruth Halldén)
- Інґрід Гедстрем (Ingrid Hedström)
- Барбру Гедвалль (Barbro Hedvall)
- Ґустаф Гелльстрем (Gustaf Hellström)
- Оскар Гемберг (Oscar Hemberg)
- Альф Генріксон (Alf Henrikson)
- Антон Карлґрен (Anton Karlgren)
- Лейф Чільберг (Leif Kihlberg)
- Ганне Челлер (Hanne Kjöller)
- Бенґт-Єран Крунстам (Bengt-Göran Kronstam)
- Карл-Ерік Лагерлеф (Karl-Erik Lagerlöf)
- Пер Ландін (Per Landin)
- Ерік Лундеґорд (Erik Lundegård), «Eld»
- Анна-Марія Ліндстрем (Anne-Marie Lindström)
- Леннарт Нюблум (Lennart Nyblom), «Red Top»
- Ян Улоф Ульссон (Jan Olof Olsson), «Jolo»
- Маґдалена Ріббінґ (Magdalena Ribbing)
- Єран Русенберг (Göran Rosenberg)
- Курт Самуельссон (Kurt Samuelsson)
- Нільс-Ерік Сандберг (Nils-Eric Sandberg)
- Гаррі Шайн (Harry Schein)
- Марія Шоттеніус (Maria Schottenius)
- Натан Шахар (Nathan Shachar)
- Ева Стенберг (Ewa Stenberg)
- Улле Стенгольм (Olle Stenholm)
- Авґуст Стріндберг (August Strindberg)
- Мартін Стуґарт (Martin Stugart)
- Ребека Таршюс (Rebecka Tarschys)
- Пернілла Тунбергер (Pernilla Tunberger)
- Інгемар Унге (Ingemar Unge)
- Петер Володарскі (Peter Wolodarski)
- Мадс Рюдман (Mads Rydman)
- Мацей Заремба (Maciej Zaremba)
- Крістоффер Ерстадіус (Kristoffer Örstadius)

## Зарубіжні кореспонденти
- Ерік Есб'єрнссон (Erik Esbjörnsson), Найробі[6]
- Стефан Лундберг (Stefan Lundberg), Гельсинкі
- Гейр Сеєсет (Geir Seljeseth), Москва
- Дан Лукас (Dan Lucas), Лондон
- Ян Левенгаґен (Jan Lewenhagen), Берлін
- Леннарт Перссон (Lennart Pehrson), Нью-Йорк
- Міхаель Вінярскі (Michael Winiarski), Вашингтон
- Натан Шахар (Nathan Shachar), Єрусалим
- Маріанна Б'єрклунд (Marianne Björklund), Брюссель
- Турб'єрн Петерссон (Torbjörn Petersson), Пекін
- Ерік де ла Реґера (Erik de la Reguera), Мехіко

## Фотожурналісти
- Роджер Турессон (Roger Turesson) — більд-редактор
- Пол Хансен (Paul Hansen)
- Анетта Нантелль (Anette Nantell)
- Фредрік Функ (Fredrik Funck)
- Маґнус Галльґрен (Magnus Hallgren)
- Юнас Ліндквіст (Jonas Lindkvist)
- Беатріче Лундборг (Beatrice Lundborg)
- Еріх Стерінґ (Erich Stering)

## Художники та ілюстратори
- Ян Афцеліус (Jan Afzelius)
- Маґнус Бард (Magnus Bard)
- Б'єрн Берг, митець (Björn Berg)
- Турвальд Ґалін (Torvald Gahlin)
- Ян-Ерік Ґарланд (Jan-Erik Garland, «Rit-Ola»)
- Мартін Ламм (Martin Lamm)
- Біргер Лундквіст (Birger Lundquist)
- Поул Стреєр (Poul Ströyer)
- Стіна Вірсен (Stina Wirsén)

## Лінки
- Allmänhetens pressombudsman — сторінка громадського омбудсмена «Етичні правила для преси» [Архівовано 20 листопада 2012 у Wayback Machine.], справи, які стосуються «Дагенс нюгетер» за останні кілька років
- Dagens Nyheter [Архівовано 23 лютого 2011 у Wayback Machine.] — офіційна вебсторінка